# 现世活宝
《现世活宝》，是1990年中国中國北京电影制片厂出品，由段吉顺執導，赵本山等主演的喜剧向電影。影片主要讲述两个人再骗钱的时候遇到的一系列荒诞的事情。

## 電影內容简介
有两个人，他们为了得到钱，几乎坑蒙骗什么都敢用，并且他们还会在骗钱中尽量让得到的利益最大化。不仅如此，即使很多事情他们不明白，不过他们最后为了钱还是假装自己什么都明白。
而最后，由于他们的欺骗手段被暴露出来，于是他们为了逃脱众人的追击，只好决定将制作的假钱丢出来，从而吸引对方的注意力，从而让自己能有逃跑的时机，可最后，他们在奔跑中将真钱丢了出去……

## 演员表
- 赵本山
- 石国庆[2]
- 巩汉林
- 雷格生
- 陈立中
- 黄素影
- 郝爱民
- 杨瑞库
- 雷瑞琴
- 董立范
- 郭达
- 句号

## 其他
- 在拍摄的时候，演员曾多次商量该作要如何拍摄。[3]
- 很多观众认为该作有很很多值得去提升的东西。[4]

## 備註
1. ↑  .   [2022-09-10]. （原始内容存档于2022-09-10）.
2. ↑  石国庆. . 2018.
3. ↑  石国庆. . 2017.
4. ↑  边国立. . 1991.

## 外部連結
- 豆瓣电影上《现世活宝》的資料 （简体中文）
- 互联网电影数据库（IMDb）上《现世活宝》的资料（英文）